# つくし (フェリー)
つくしは、阪九フェリーが運航していたフェリー。

## 概要
ニューはりま、ニューせとの代船として三菱重工業下関造船所で建造され、2003年6月12日に「ニューせと」と交代で神戸 - 新門司航路に就航した。
2020年の新造船「やまと」就航後には脱硫装置を取り付けた上で同年秋より貨物需要の高い泉大津 - 新門司航路に転配され週2往復の増便分を受け持つ計画とされたが、その後2019新型コロナウイルスに伴う旅客需要の減少を受け断念され予備船として用いられ、2021年3月22日に引退、フィリピンの2GO Travelに売却され「2GO Masagana」として就航予定。

## 船内

### 船室
| クラス   | 部屋数   | 設備                                                   |
| -------- | -------- | ------------------------------------------------------ |
| 特等室   | 2名×4室  | バス・トイレ・テレビ付                                 |
| 1等洋室  | 2名×32室 | テレビ付、身体障害者専用室・レディース禁煙室の設定あり |
| 1等和室  | 3名×12室 | テレビ付                                               |
| 2等指定A | 1名×36室 | テレビ付                                               |
| 2等指定B | 4名×30室 | テレビ付、2段ベッド、レディース禁煙室の設定あり        |
| 2等指定B | 1名×20室 |                                                        |
| 2等室    | 15室     | レディース禁煙室の設定あり                             |

### 船内設備
パブリックスペース
- 案内所

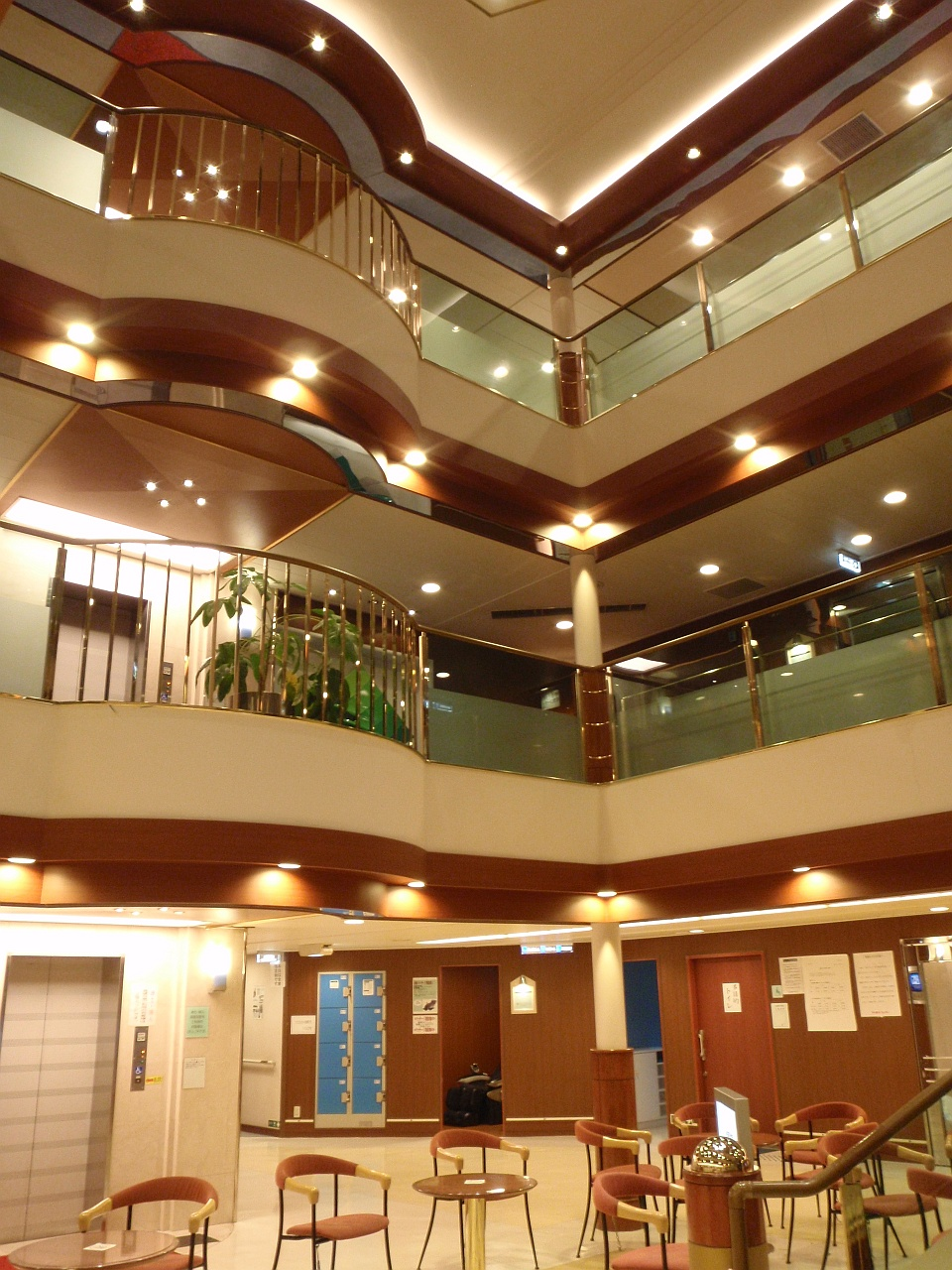
エントランスロビー
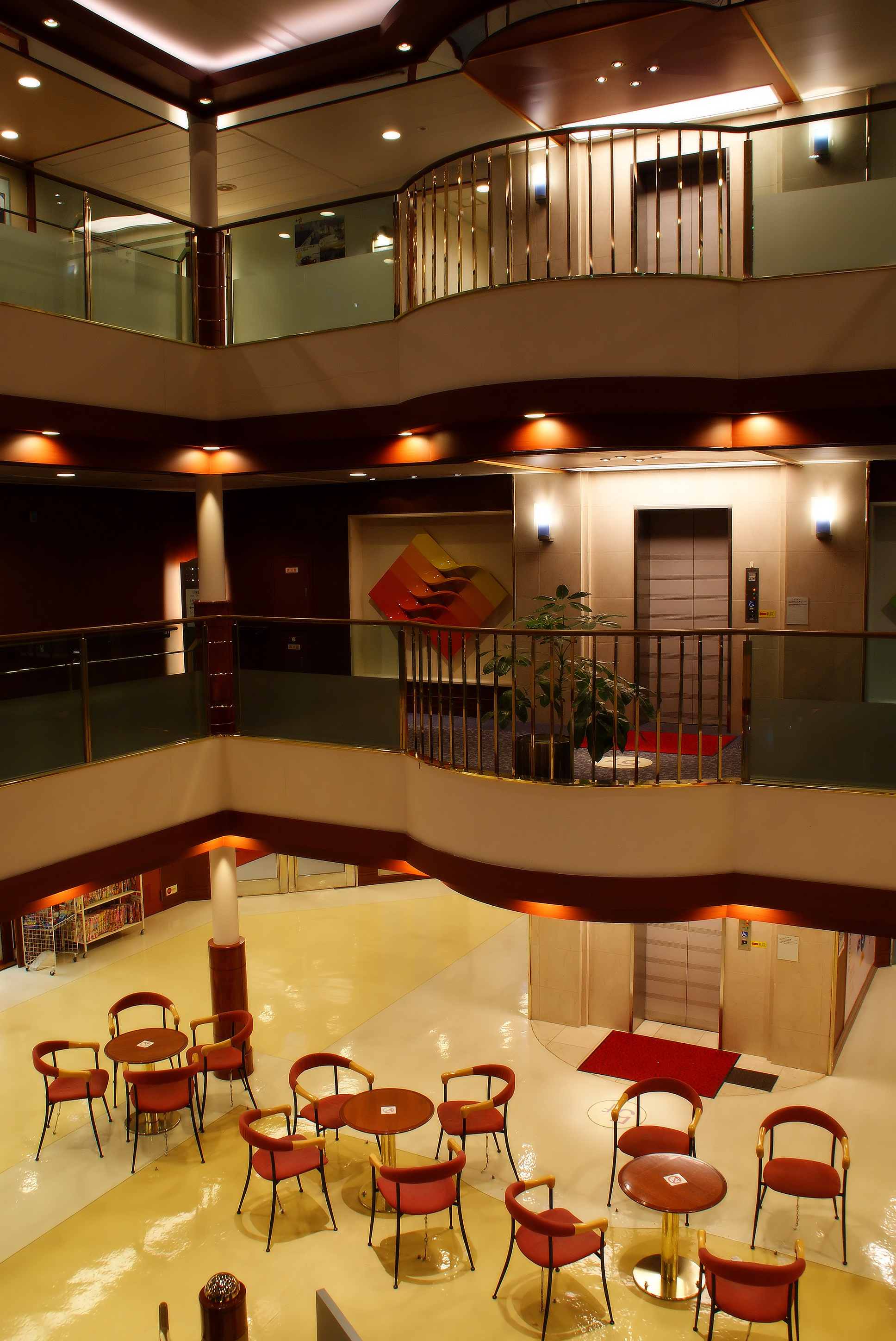
エントランス
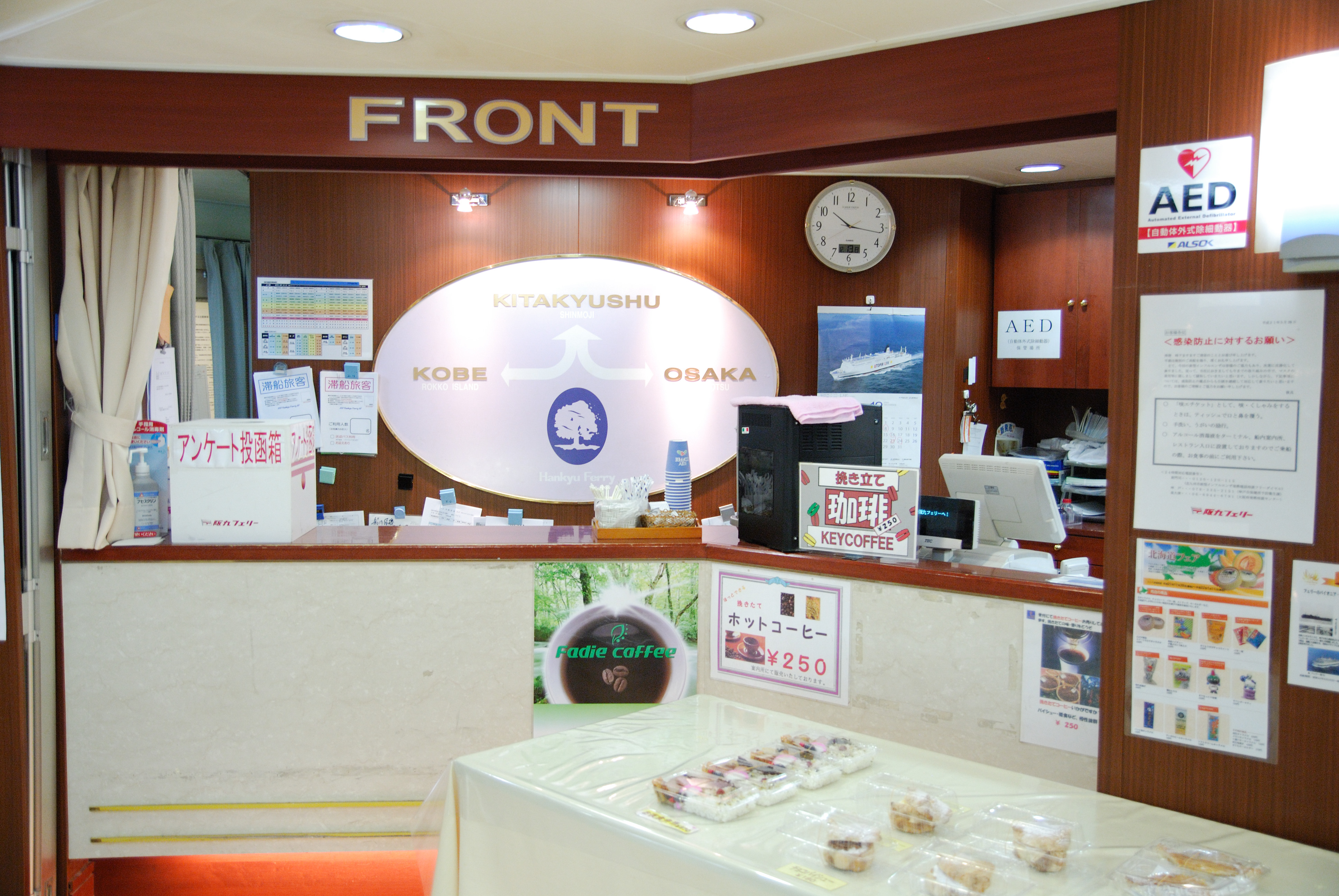
フロント
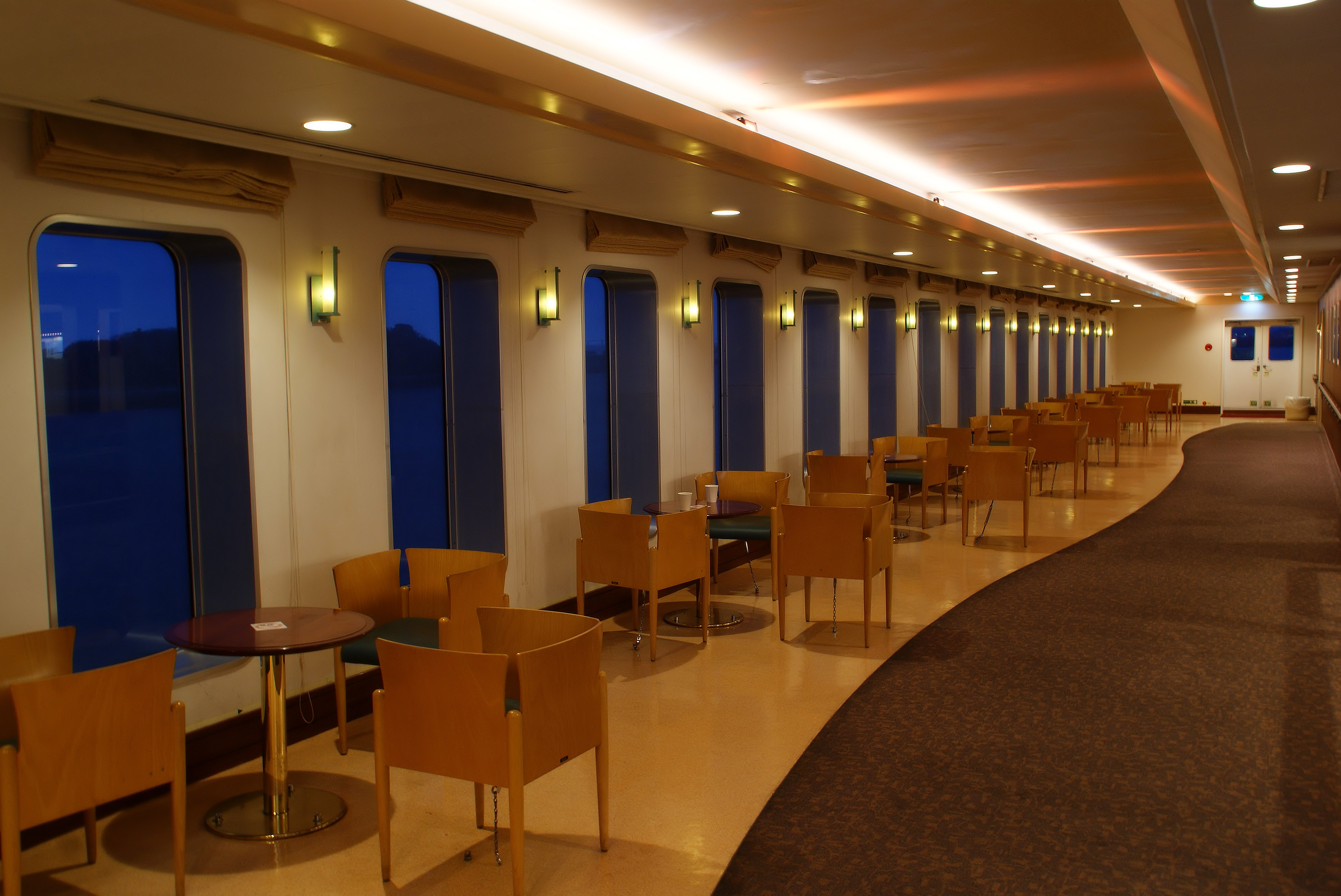
プロムナード
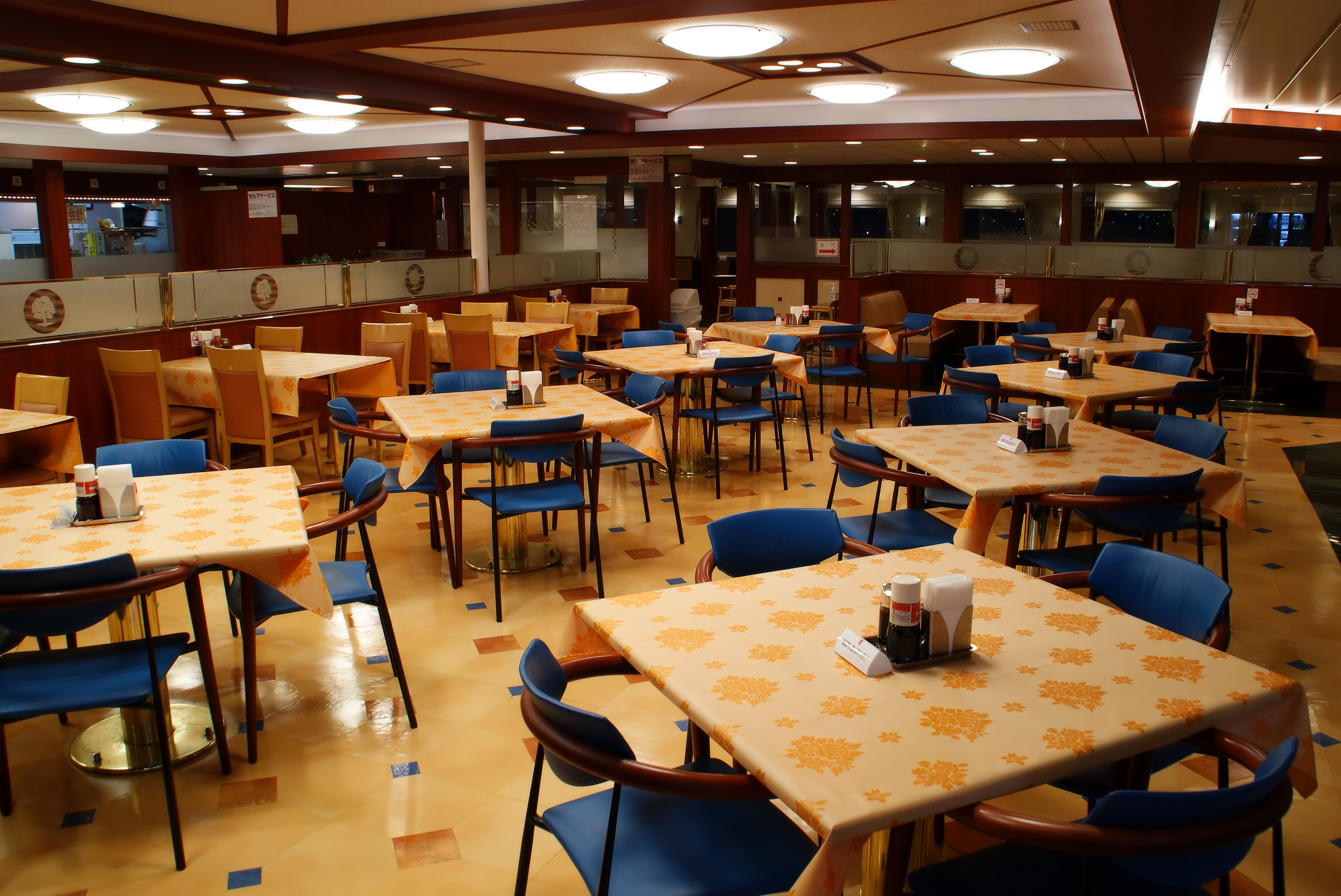
レストラン
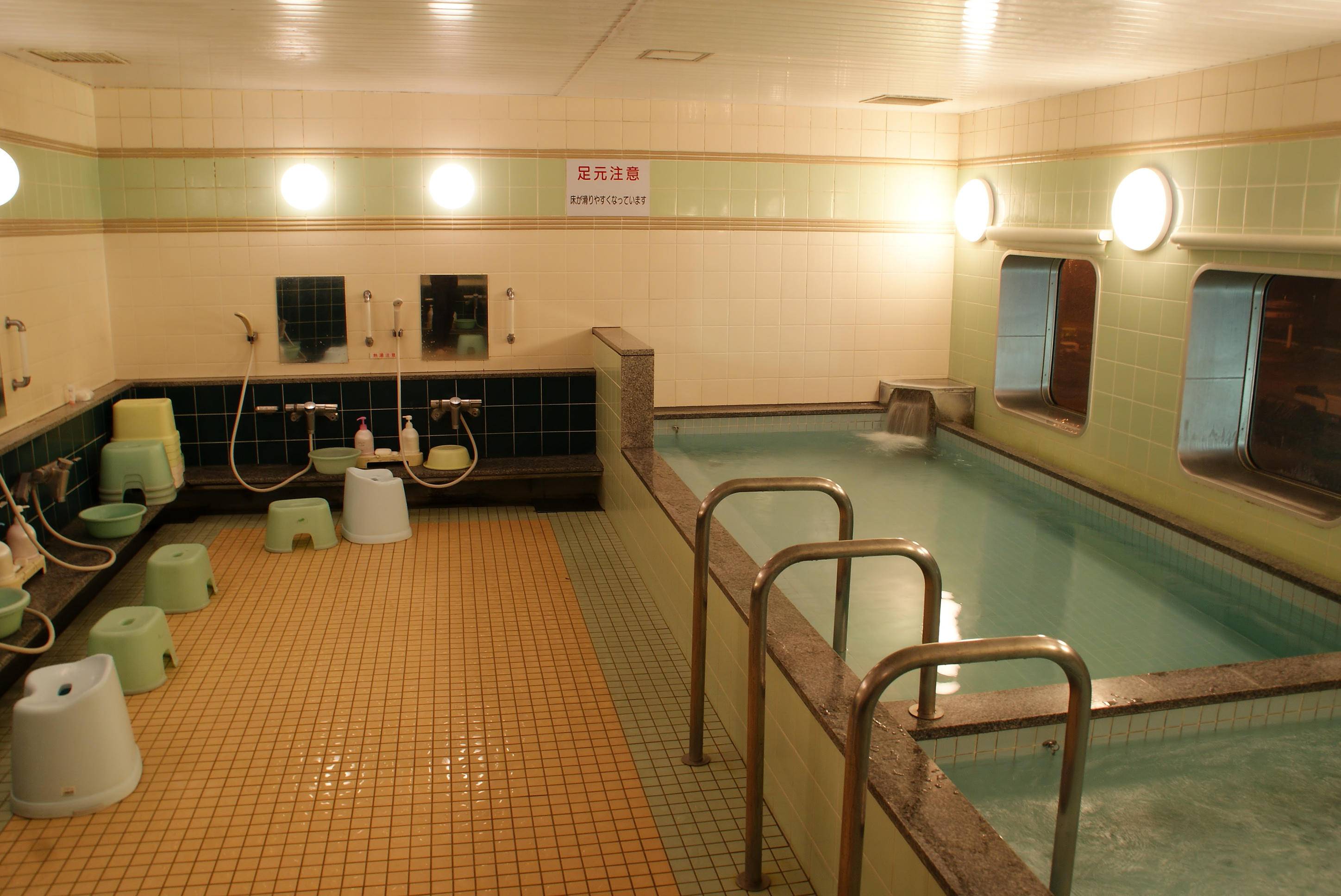
浴室
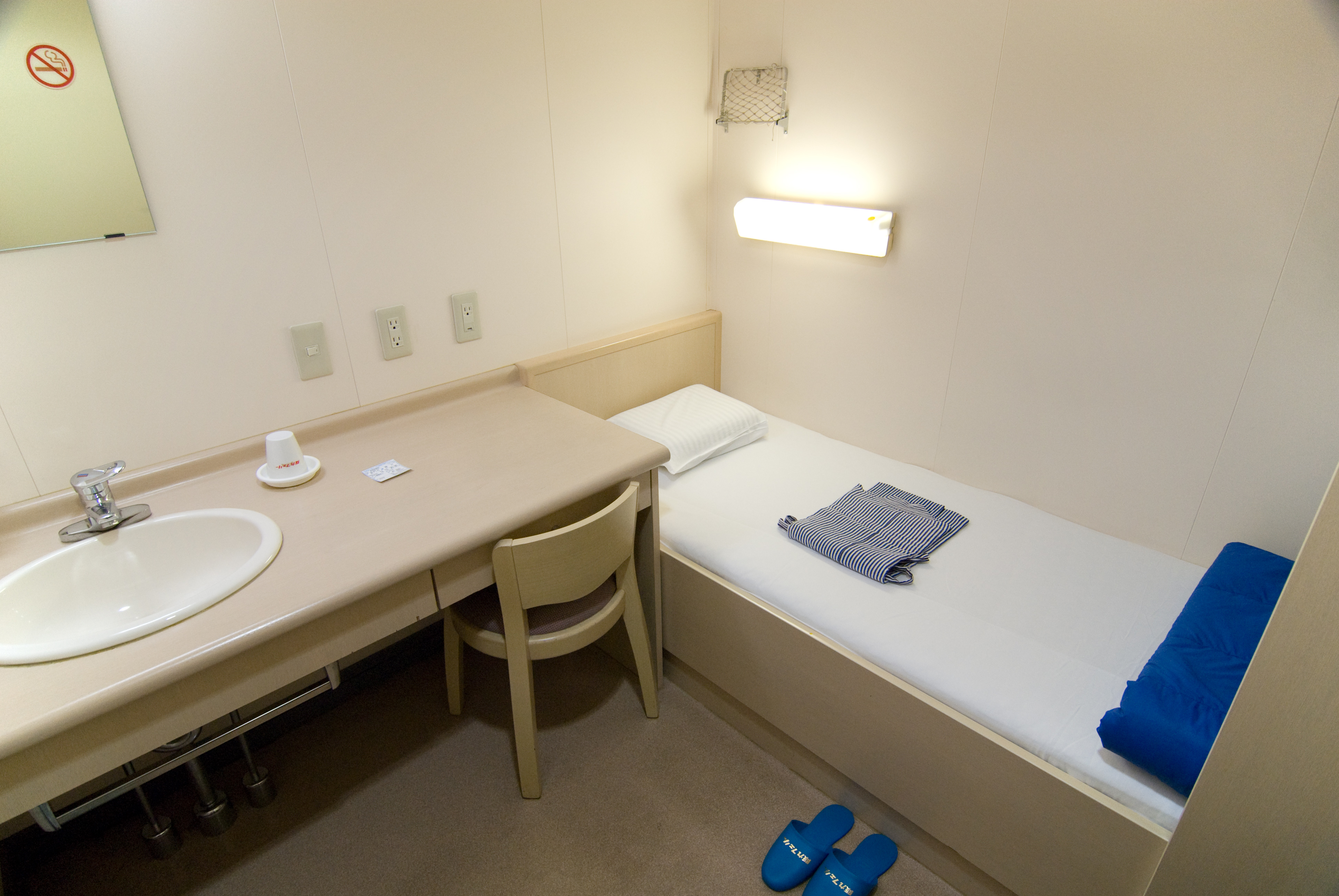
2等指定A
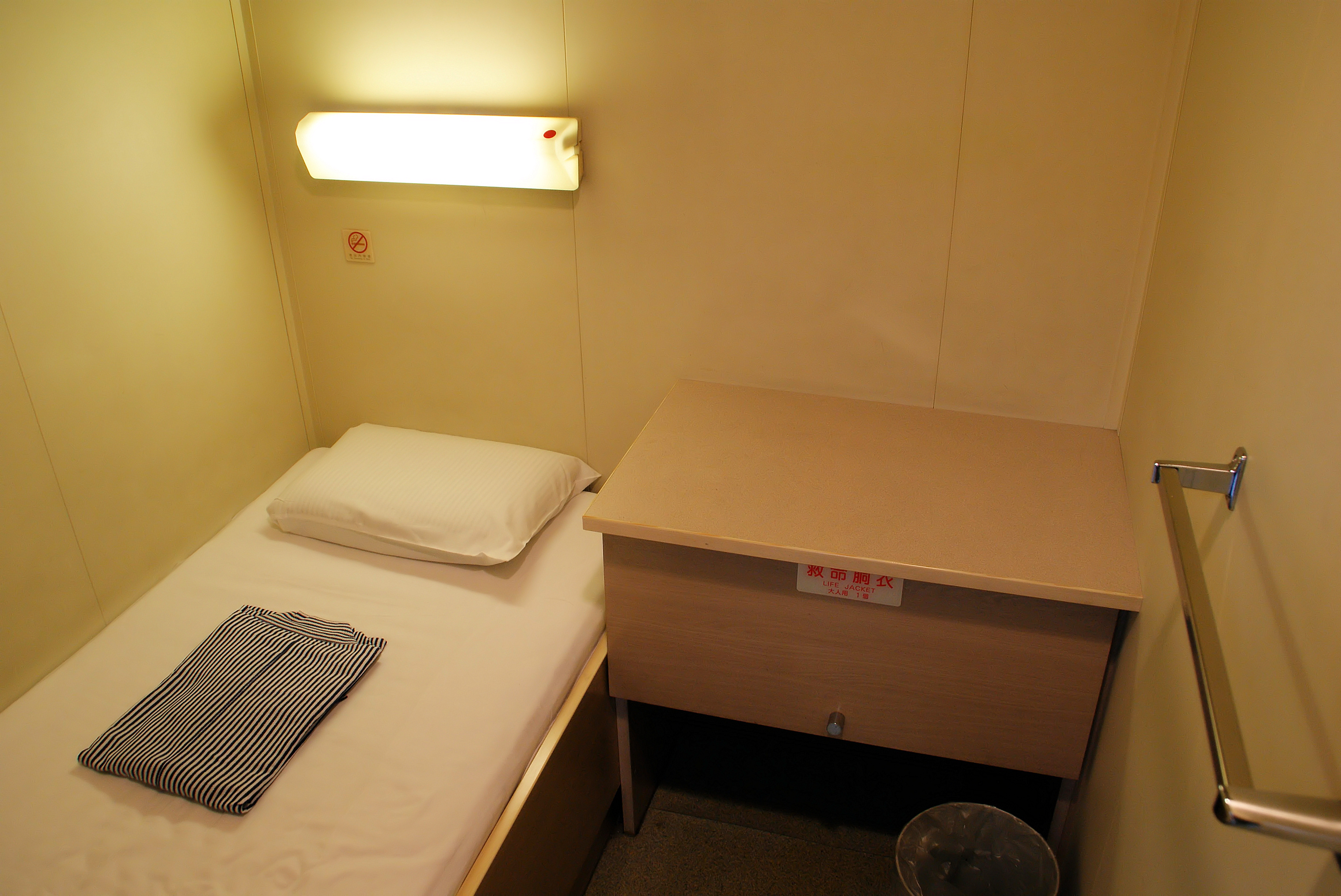
2等指定B（シングル）
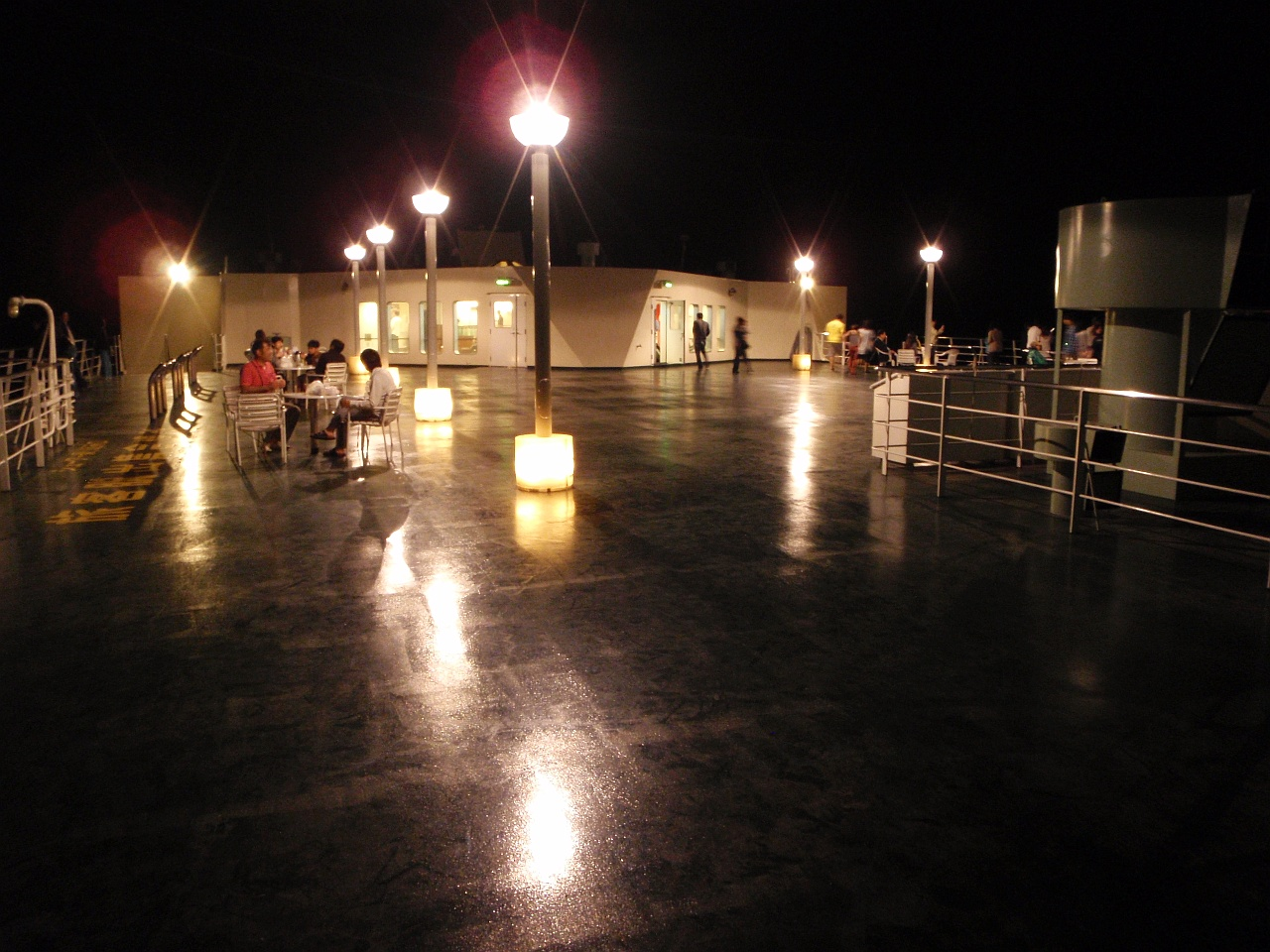
屋外デッキ

- キッズルーム
- リラックスルーム

供食・物販設備
- 売店
- レストラン

娯楽設備
- カラオケルーム
- ゲームコーナー

入浴設備
- 展望浴室
- シャワールーム

- エントランス
- エントランス
- フロント
- プロムナード
- レストラン
- 浴室
- 2等指定A
- 2等指定B（シングル）
- 屋外デッキ